# Katja Michalowsky
Katja Michalowsky (* 29. August 1974 in Greifswald) ist eine deutsche Badmintonspielerin. 
Katja Michalowsky ist die Tochter von Edgar und Angela Michalowsky, beide ehemalige Nationalspieler der DDR im Badminton. Ihr jüngerer Bruder heißt Jan.
Schon in jungen Jahren eiferte Katja ihren berühmten Eltern nach und spielte bis zum heutigen Tage 28 mal für die Nationalmannschaft des Deutschen Badminton-Verbandes. Derzeit arbeitet sie als Landestrainerin für den Badmintonverband Rheinhessen-Pfalz. Mit Beginn der Spielzeit 2012/13 kehrte sie sportlich zu ihren Wurzeln zurück und spielte wieder für ihren Heimatverein BSV Einheit Greifswald in der Oberliga Nord.

## Vereine
- BSV Einheit Greifswald (... – 1995)
- BC Eintracht Südring Berlin (1995–1997)
- SSV Heiligenwald (1997–1998)
- 1. BC Beuel (1998–1999)
- TuS Wiebelskirchen (1999–2002)
- 1. BC Bischmisheim (2002–2003)
- Postsportverein Ludwigshafen (2003–2006)
- SV Fischbach 1959 (2006–2009)
- BSG Unkel-Linz (2009–2012)
- BSV Einheit Greifswald (2012 – ...)

## Erfolge in der DDR
- 1989 Juniorenmeisterin Einzel, Doppel (mit Peggy Richter)
- 1990 Juniorenmeisterin Einzel, Doppel (mit Ulrike Jähne)

## Erfolge in der BR Deutschland
1996:
- 3. Platz Deutsche Meisterschaft Damendoppel O19 (mit Anika Sietz)
- 2. Platz Deutsche Meisterschaft Dameneinzel U22

1997:
- 2. Platz Deutsche Meisterschaft Dameneinzel O19
- 3. Platz Deutsche Meisterschaft Damendoppel O19 (mit Nicole Grether)

1998:
- Deutsche Meisterin Dameneinzel O19

1999:
- 2. Platz Deutsche Meisterschaft Dameneinzel O19

2000:
- Deutsche Meisterin Dameneinzel O19

2002:
- 3. Platz Deutsche Meisterschaft Dameneinzel O19
- 3. Platz Deutsche Meisterschaft Damendoppel O19 (mit Juliane Schenk)

2009:
- 3. Platz Deutsche Meisterschaft Dameneinzel O19

2010:
- 3. Platz Deutsche Meisterschaft Damendoppel O19 (mit Jeanette Köhler)
- Deutsche Meisterin Dameneinzel O35
- Deutsche Meisterin Damendoppel O35 (mit Petra Teichmann)
- Deutsche Meisterin Mixed O35 (mit Fernando Poyatos)

2011:
- 1. Platz Deutsche Meisterschaft Mixed O35 (mit Fernando Poyatos)

2014:
- 1. Platz Deutsche Meisterschaft Dameneinzel O35

## Internationale Erfolge
- Siegerin Dameneinzel Slovenian International 1999
- Siegerin Dameneinzel Czech International 1999, 2004